# Бахман Теймурі
Бахман Теймурі (перс. بهمن تیموری; нар. 13 квітня 1994) — іранський борець вільного стилю, чемпіон та срібний призер чемпіонатів світу серед військовослужбовців, чемпіон та бронзовий призер чемпіонатів Азії, володар Кубку світу.

## Спортивні результати на міжнародних змаганнях

### Виступи на Чемпіонатах світу
| Змагання                        | Збірна | Вагова категорія          | Місце |
| ------------------------------- | ------ | ------------------------- | ----- |
| Чемпіонат світу з боротьби 2019 | Іран   | вільна боротьба, до 79 кг | 12    |

### Виступи на Чемпіонатах Азії
| Змагання                       | Збірна | Вагова категорія          | Місце  |
| ------------------------------ | ------ | ------------------------- | ------ |
| Чемпіонат Азії з боротьби 2017 | Іран   | вільна боротьба, до 74 кг | Бронза |
| Чемпіонат Азії з боротьби 2019 | Іран   | вільна боротьба, до 79 кг | Золото |

### Виступи на Кубках світу
| Змагання                    | Збірна | Вагова категорія          | Місце  |
| --------------------------- | ------ | ------------------------- | ------ |
| Кубок світу з боротьби 2017 | Іран   | вільна боротьба, до 74 кг | Золото |

### Виступи на Чемпіонатах світу серед військовослужбовців
| Змагання                                                  | Збірна | Вагова категорія          | Місце  |
| --------------------------------------------------------- | ------ | ------------------------- | ------ |
| Чемпіонат світу з боротьби серед військовослужбовців 2018 | Іран   | вільна боротьба, до 79 кг | Срібло |
| Чемпіонат світу з боротьби серед військовослужбовців 2021 | Іран   | вільна боротьба, до 79 кг | Золото |

### Виступи на інших змаганнях
| Змагання                                | Збірна | Вагова категорія          | Місце  |
| --------------------------------------- | ------ | ------------------------- | ------ |
| Кубок Тахті 2015                        | Іран   | вільна боротьба, до 74 кг | Бронза |
| Турнір Яшара Догу 2015                  | Іран   | вільна боротьба, до 74 кг | 8      |
| Клубний чемпіонат світу з боротьби 2015 | Іран   | команда                   | Бронза |
| Кубок Тахті 2016                        | Іран   | вільна боротьба, до 74 кг | 5      |
| Кубок мера Пуна з боротьби 2016         | Іран   | вільна боротьба, до 74 кг | Золото |
| Клубний чемпіонат світу з боротьби 2016 | Іран   | команда                   | Срібло |
| Кубок Тахті 2019                        | Іран   | вільна боротьба, до 79 кг | Золото |
| Турнір Яшара Догу 2019                  | Іран   | вільна боротьба, до 79 кг | Бронза |
| Турнір Г. Картозія і В. Балавадзе 2019  | Іран   | вільна боротьба, до 79 кг | Срібло |
| Клубний чемпіонат світу з боротьби 2019 | Іран   | команда                   | Золото |
| Турнір Яшара Догу 2021                  | Іран   | вільна боротьба, до 79 кг | 8      |